# NGC 4267
NGC 4267 هي مجرة تتبع كوكبة العذراء. اكتشفها ويليام هيرشل في 17 أبريل 1784.

## روابط خارجية
- NGC 4267 على موقع ويكي سكاي: DSS2, SDSS, GALEX, IRAS, Hydrogen α, X-Ray, Astrophoto, Sky Map, Articles and images